# Burg Liebenscheid
Die Burg Liebenscheid, auch Schloss Liebenscheid genannt,  war eine Burg in der Gemeinde Liebenscheid im rheinland-pfälzischen Westerwaldkreis.

## Lage und Ausstattung
Die Burg befand sich im Ort Liebenscheid nahe dem alten Schulhaus. Es sind nur noch geringe Reste eines Kellergewölbes vorhanden.
Im Jahr 1577 hatte die Burg 34 Räume, eine Schmiede sowie ein Viehhaus.

## Geschichte
Die Burg Liebenscheid war eine Burg des Hauses Nassau. Bei der Abtrennung der Linie Nassau-Beilstein von der Linie Nassau-Dillenburg wurde die Burg am 18. Juni 1341 der Linie Nassau-Beilstein zugesprochen. Dieses war zugleich die erste Erwähnung der Burg 1341.
Das Haus Nassau-Beilstein baute die Burg als Nebenresidenz zur Burg Beilstein aus. Die Burg Liebenscheid bildete eine Befestigung im Westen ihrer Grafschaft gegen die Herren von Westerburg. Mit diesen lagen die Grafen von Nassau-Beilstein wiederholt im Konflikt um die Herrschaft zum Westerwald. Der Siedlung bei der Burg erteilte Kaiser Karl IV. im Jahr 1360 Stadtrechte nach Wetzlarer Vorbild. Die Nassauischen Grafen befestigten hierauf den Ort, konnten ihn jedoch nie zu einer echten Stadt entwickeln.
Mehrfach diente die Burg als Pfandobjekt der verschuldeten Grafen. Bereits 1344 verpfändete Heinrich von Nassau-Beilstein die Burg an die Herrn von Haiger. Im Jahr 1353 trug er die Burg dem Trierer Erzbischof Balduin von Luxemburg zum Lehn auf. Im Gegenzug erhielt Heinrich 1200 Goldgulden. 1469 befand sich die Burg im Pfandbesitz Dietrichs von Ockershausen.
Jüngere Brüder der Grafen von Nassau-Beilstein residierten auf der Burg. Zunächst ab etwa 1380 Reinhard († 1414/18), der Bruder Heinrichs II., und nach ihm sein gleichnamiger Sohn Heinrich III. († 1477), und von 1537 bis 1556 dann Bernhard († 1556), der Bruder Johanns II.
Nach dem Ende der Grafschaft Nassau-Beilstein 1561 fiel die Burg an die Grafen von Nassau-Dillenburg zurück. Die Burg bildete den Sitz einer nassauischen Kellerei und diente als Gefängnis. Jan Rubens verbrachte ein Teil seiner Haftzeit zwischen 1571 und 1573 in der Burg. Ein weiterer Gefangener war Gerhard Eobanus Geldenhauer (1582). Graf Johann VI. von Nassau-Dillenburg ließ zwischen 1587 und 1594 die Befestigung der Burg mehrfach ausbauen und um Schanzen ergänzen. Die Burg sollte ein Bollwerk gegen spanische Truppen im Achtzigjährigen Krieg bilden.
Die Burg war noch bis 1617 bewohnt. Im Jahr 1620 fiel die Burg an die Grafschaft Nassau-Diez. Während des Dreißigjährigen Kriegs geriet die Burg in Verfall. Auf Befehl von Albertine Agnes von Oranien-Nassau wurde die Ruine 1672/73 abgerissen und das Baumaterial für den Bau von Schloss Oranienstein verwendet.